# Богдан Ауреску
Богдан Лукіан Ауреску (рум. Bogdan Lucian Aurescu; нар. 9 вересня 1973, Бухарест) — румунський дипломат. Він був державним секретарем в Міністерстві закордонних справ з 2009 по 2014, професор Бухарестського університету. З листопада 2014 він є міністром закордонних справ. Вільно володіє англійською і французькою мовами.
Між 2004 і 2009, Ауреску був головним юрисконсультом його країни в територіальній суперечці між Україною і Румунією, прикордонній суперечці з Україною, яку Румунія поставила перед Міжнародним судом.

## Нагороди
- Орден князя Ярослава Мудрого III ст. (Україна, 4 вересня 2023) — за вагомий особистий внесок у зміцнення міждержавного співробітництва, підтримку державного суверенітету та територіальної цілісності України, популяризацію Української держави у світі[3].